# Amherst (Virginia)
Amherst is een plaats (town) in de Amerikaanse staat Virginia, en valt bestuurlijk gezien onder Amherst County.

## Demografie
Bij de volkstelling in 2000 werd het aantal inwoners vastgesteld op 2251.
In 2006 is het aantal inwoners door het United States Census Bureau geschat op 2224, een daling van 27 (-1,2%).

## Geografie
Volgens het United States Census Bureau beslaat de plaats een oppervlakte van
12,9 km², geheel bestaande uit land. Amherst ligt op ongeveer 232 m boven zeeniveau.

## Plaatsen in de nabije omgeving
De onderstaande figuur toont nabijgelegen plaatsen in een straal van 32 km rond Amherst.